# دانورک
دانورک (به آلمانی: Dannewerk) یک شهر در آلمان است که در اشلسویگ-فلنسبورگ واقع شده‌است. دانورک ۱٬۰۶۰ نفر جمعیت دارد.